# Акаси Мотодзиро
Ака́си Мотодзиро (яп. 明石 元二郎 Акаси Мотодзиро:, 1 сентября 1864, Фукуока, Япония — 26 октября 1919, Фукуока, Япония) — японский генерал, генерал-губернатор Тайваня в 1918—1919 годах. Во время русско-японской войны организовал поставку оружия финским и кавказским сепаратистам.

## Биография
В 1889 году окончил Высшую военную академию Императорской армии. В 1894 году был послан на учёбу в Германию. С началом японо-китайской войны отозван в Японию, служил в штабе гвардейской дивизии на Формозе.
Был военным наблюдателем на Филиппинах во время испано-американской войны. В 1900 году отправлен в Китай для участия в переговорах по окончании Боксёрского восстания.
В январе 1901 года назначен военным атташе во Франции. 15 августа 1902 года назначен военным атташе в России. Прибыл в Петербург 1 ноября 1902 года.
С началом русско-японской войны 10 февраля 1904 года был назначен военным атташе в Стокгольме, но ездил по всей Европе, собирая информацию. Через Акаси и его Военную миссию финансировались российские революционеры, финские, польские и кавказские сепаратисты в России. Японские деньги получали лидер финской Партии активного сопротивления журналист Конни Циллиакус, деятель партии грузинских социалистов-федералистов Георгий Деканозишвили. В июле 1904 года Акаси встречался с Плехановым и Лениным в Женеве. Через посредство Циллиакуса финансировал проведение Парижской конференции российских оппозиционных партий в 1904 году и Женевской конференции — в 1905 году. Всего через Акаси на подрывную деятельность в России было израсходовано около миллиона иен (около 35 миллионов долларов в ценах 1990 года), выделенных японским генеральным штабом.
11 сентября 1905 года вскоре после заключения Портсмутского мирного договора Акаси было приказано возвращаться в Японию. 28 декабря прибыл в Токио.
После отчёта о своей работе Акаси был назначен военным атташе в Германии. Однако в 1906 году в России была опубликована брошюра «Изнанка революции. Вооруженные восстания в России на японские средства», в которой освещалась тайная деятельность Акаси, в свою очередь пересказанная европейскими газетами. Возможно, из-за этого в 1907 году Акаси был снова отозван из Европы.
В октябре 1907 года Акаси был назначен главой военной полиции в Корее. В декабре 1913 года он был произведен в генерал-лейтенанты, а в апреле 1914 года назначен заместителем начальника Генерального штаба. На этом посту он настаивал на захвате Циндао и выдвижении 21 требования к Китаю.
В 1918 году был назначен генерал-губернатором Тайваня. Умер в 1919 году.